# 중국철강
중국철강(CSC; 중국어 정체자: 中國鋼鐵股份有限公司, 병음: Zhōngguó Gāngtiě Gǔfèn Yǒuxiàn Gōngsī)은 중화민국에서 가장 큰 통합 제강사이다. 주요 제철소는 가오슝시 샤오강구에 위치한다. 이 기업과 자매 회사들은 CSC 그룹의 관리를 받는다. 국제 철강 협회(IISI)에 따르면, 차이나 스틸은 2016년 기준 세계 23위의 철강 생산 기업이다.

## 역사
차이나 스틸은 1960년대에 계획되고 조직되었으며, 1971년 12월 3일에 공식적으로 설립되었다. 나중에 전산화된 연속 주조 생산 공정을 도입하여 국제 경쟁력을 확보했다. 1974년 11월 1일, CSC는 건설 1단계에 착수했다. 본사는 1971년부터 1975년까지 타이베이시에 위치했으나, 1975년 9월 15일부터 가오슝으로 이전했다.
첫 용광로는 1977년 6월 27일에 가동되었다. 몇 달 후, 제철소 건설 계획의 첫 단계가 완료되었다. 2단계와 3단계는 각각 1982년과 1988년에 완료되었다. 현재 이 회사는 총 4개의 용광로를 보유하고 있다.
CSC는 비정부 회사로 시작했다. 1977년 7월 1일에 국유 기업으로 전환되었고, 이후 1995년 4월 12일에 재민영화되었다. 현재 CSC는 법적으로는 비정부 회사이지만, 중화민국 정부가 여전히 상당 부분의 주식을 소유하고 있어 회사 회장은 정부에 의해 임명된다.

## 탄소 발자국
차이나 스틸은 2020년 12월 31일로 끝나는 12개월 동안의 총 CO2e 배출량(직접 + 간접)을 19,579Kt로 보고했는데, 이는 전년 대비 1,954Kt(-9.1%) 감소한 수치이다.
| 2018년 12월 | 2019년 12월 | 2020년 12월 |
| ----------- | ----------- | ----------- |
| 22,100      | 21,534      | 19,579      |

## 같이 보기
- 포모사 하 틴 스틸, 2017년부터 차이나 스틸이 22.5% 지분 소유
- 대만의 기업 목록
- 십대건설